# ONE (中西保志の曲)
『ONE』（わん）は、1998年1月21日に日本コロムビアから発売された中西保志の15枚目のシングル。

## 収録曲
1. ONE
作詞：田沢智　作曲："r" project　編曲：武沢豊
  - テレビ朝日『ウィークエンドライブ 週刊地球TV』エンディングテーマ
2. 待ちきれなくて
作詞：川村真澄　作曲：水島康宏　編曲：瀬尾一三
3. ONE（オリジナル・カラオケ）